# Kaandorp
Kaandorp is een buurtschap in de gemeente Heiloo in de provincie Noord-Holland.
Kaandorp is gelegen tussen Heiloo en Limmen. Het ligt nabij de buurtschap Bollendorp, net onder Heiloo. De buurtschap was ooit een zelfstandige plaats, maar een grote kern is het nooit geweest. In de 19e eeuw was er van de oorspronkelijke kern nog maar een deel over. Toch is de plaats altijd blijven bestaan.
Kaandorp kwam in 1640 voor als Caendorp. Voor de oorsprong van de naam wordt vaak gedacht dat kaan of kane net zoals Middellaagduits kane 'boot' betekent. Het lijkt echter waarschijnlijker dat kaan de Friese vorm van koon 'bult' is, aangezien kaag 'buitendijks land' zich op precies dezelfde manier verhoudt tot koog. De buurtschap zou dan net als Bollendorp zijn vernoemd naar een heuveltje in het landschap, en bovendien herinneren aan het Friestalige verleden van Noord-Holland (zie West-Fries).

## Trivia
In de plaats ligt tegenwoordig een bungalowpark dat Het Caendorp heet, naar de oude spelling van de plaatsnaam. De eigenaars van het bungalowpark heten eveneens Kaandorp.
Dorpen: Heiloo       Buurtschappen: Bollendorp · Kaandorp · Kapel · Oosterzij (deels)
Noord-Holland: Steden en dorpen      Nederland: Provincies · Gemeenten